# ビッグ・ジョー1号
ビッグ・ジョー1号 (ビッグ・ジョー1ごう、英: Big Joe 1) は、アメリカ合衆国のマーキュリー計画で行われた無人の発射試験である。マーキュリー宇宙船の無人の実物大模型を搭載し、1959年9月9日、フロリダ州ケープカナベラル空軍基地から発射された。ビッグ・ジョー計画の目的は宇宙船の耐熱保護板を試験することであり、マーキュリー計画で宇宙船が打ち上げられるのはこれが初めてであった。
9月8日から9日にかけての夜半、宇宙船はアトラス10Dロケットによって14番発射台から打ち上げられた。当初はすべてが順調に進んでいたが、発射から2分が経過したとき、アトラスの補助エンジンが切り離されていないことを示す遠隔測定のデータが送られてきた。エンジンの余分な重量が加わったまま上昇を続けるのは、機体が目標の高度と速度に達することができないということを意味しており、そのためメインエンジンは予定より14秒早く燃料を使い切って停止してしまった。補助エンジンの停止が予定よりも早く行われていたため、アトラスに宇宙船を固定している爆発ボルトは点火せず、宇宙船は使用済のロケットに取りつけられたままになっていた。地上スタッフは、宇宙船をロケット本体から切り離し燃料の供給を停止させるため、姿勢制御ロケットに何度も点火しなければならなかった。宇宙船が着水した後、海軍の回収部隊は所在地を特定することを急ぎ、数時間後に発見した。宇宙船の実物大模型は良好な状態で発見され、飛行に耐え抜き熱保護板の性能も証明された。溶融式の保護板が機能しなかったときに備えてベリリウムの保護板を使用するという案は、これによって放棄された。
マーキュリー宇宙船は距離2,292キロメートルの弾道飛行をして、最高高度は140キロメートルに達した。宇宙船は回収され、大気圏再突入の際の熱や13分間にわたる飛行が与えた他の影響などが調査された。ビッグ・ジョー1号で得られたデータはNASAの要求を満たしたため、1959年秋に予定されていた次のビッグ・ジョー2号 (アトラス20D) の発射は中止となり、ロケットは探査機パイオニアを月に送るアトラス・エイブル計画 (Atlas Able program) に流用された。
マーキュリー計画のスタッフらは結果に満足していたが、コンベア社の技術者らは違った。アトラスは補助エンジンの切り離しに失敗し、全体的な成果は限られたものであり、彼らは飛行は失敗だったと公式に記録した。故障の原因は、最終的に電気的な接触不良であったろうとされた。しかしながらコンベア社の士気は、このあと西海岸のヴァンゲンバーグ空軍基地から発射されたアトラス12Dの発射が成功し、機体が公式に「運用可能」と宣言されたことによりすぐに回復した。
宇宙船重量: 1,159キログラム、通し番号: Atlas 628/10-D、マーキュリー宇宙船は試作品。
ビッグ・ジョー1号で使用された宇宙船は、現在はバージニア州シャンティーリ (Chantilly) 国立航空宇宙博物館のスティーヴン・F・アドヴァー・ヘイジーセンター (Steven F. Udvar-Hazy Center) に展示されている。